# Fulton Lewis
Fulton Lewis (ur. 30 kwietnia 1903, zm. 20 sierpnia 1966) – amerykański nadawca radiowy.

## Wyróżnienia
Posiada swoją gwiazdę na Hollywoodzkiej Alei Gwiazd.